# نيكولاس داغوستينو
نيكولاس داغوستينو (بالإنجليزية: Nicholas D'Agostino)‏ (25 فبراير 1998 بسيدني في أستراليا - ) هو لاعب كرة قدم أسترالي في مركز الهجوم. شارك مع منتخب أستراليا تحت 17 سنة لكرة القدم. أما مع النوادي، فقد لعب مع FFA Centre of Excellence ‏.

## وصلات خارجية
- نيكولاس داغوستينو على موقع اتحاد النرويج (النرويجية)
- نيكولاس داغوستينو على موقع قاعدة بيانات كرة القدم.إي يو (الإنجليزية)
- نيكولاس داغوستينو على موقع ناشيونال فوتبول تيمز (الإنجليزية)
- نيكولاس داغوستينو على موقع Soccerway.com (الإنجليزية)
- نيكولاس داغوستينو على موقع أوليمبيديا (الإنجليزية)